# Вранац

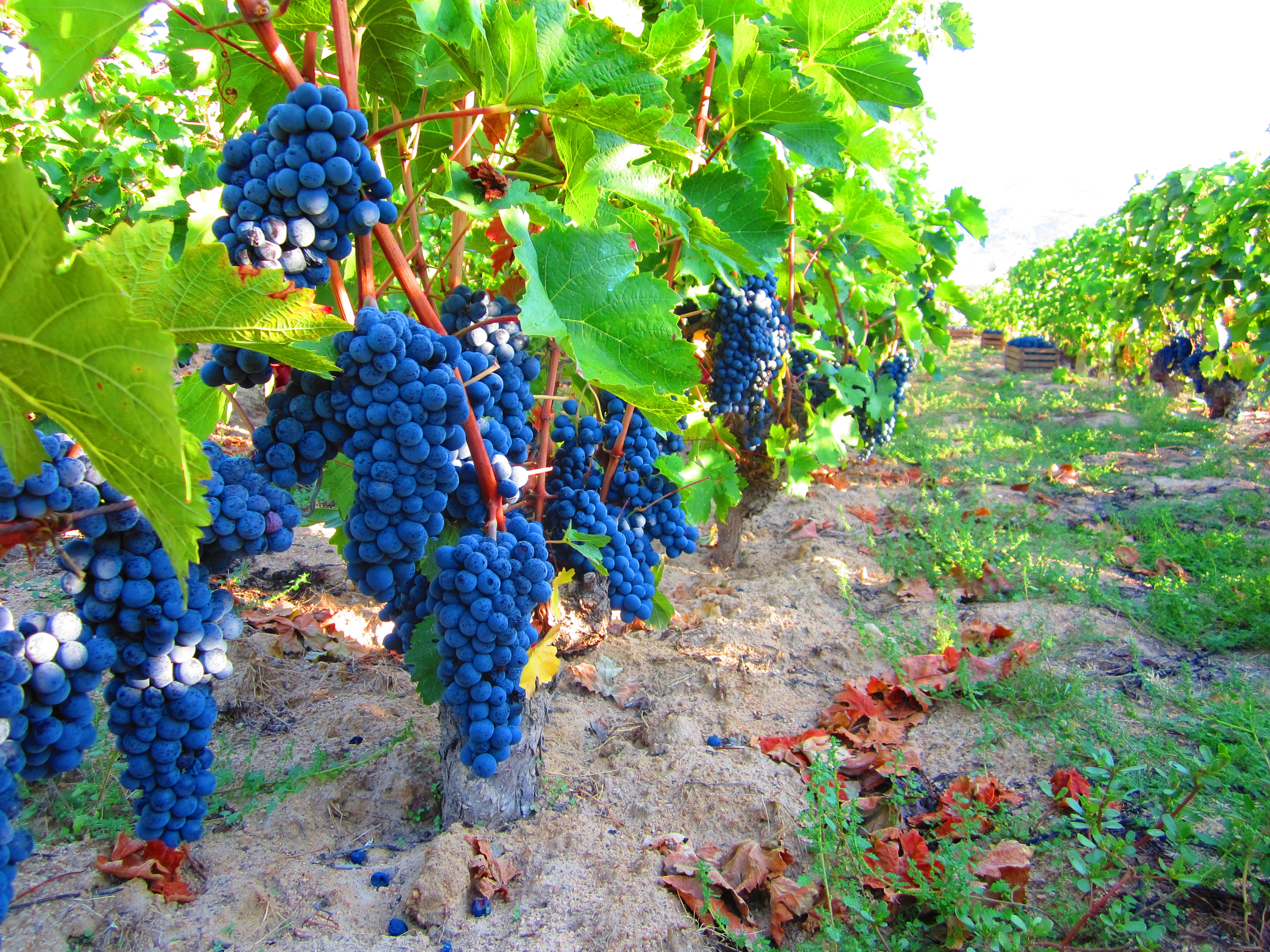
Виноградна лоза

Вранац (серб. Вранац / Vranac, мак. Вранец) — балканський сорт винограду та однойменне червоне вино. Вважається найціннішим видом в Чорногорії і одним із найважливіших у Македонії. Вранац також є популярним у Сербії. До 50 % виробництва чорного винограду в Македонії представлено саме цим сортом.

## Етимологія
Сербське слово «вранац» перекладається як «вороний жеребець», адже вина з цього сорту винограду асоціюються з силою і міццю. «Вран» також сербською означає «ворон».

## Виноград
Ягоди великі, насиченого кольору. Плодоносність лози висока. Ягоди традиційно збираються вручну, починаючи з середини вересня і до першої третини листопаду. Сорт надає перевагу теплому та сухому клімату.

## Вина

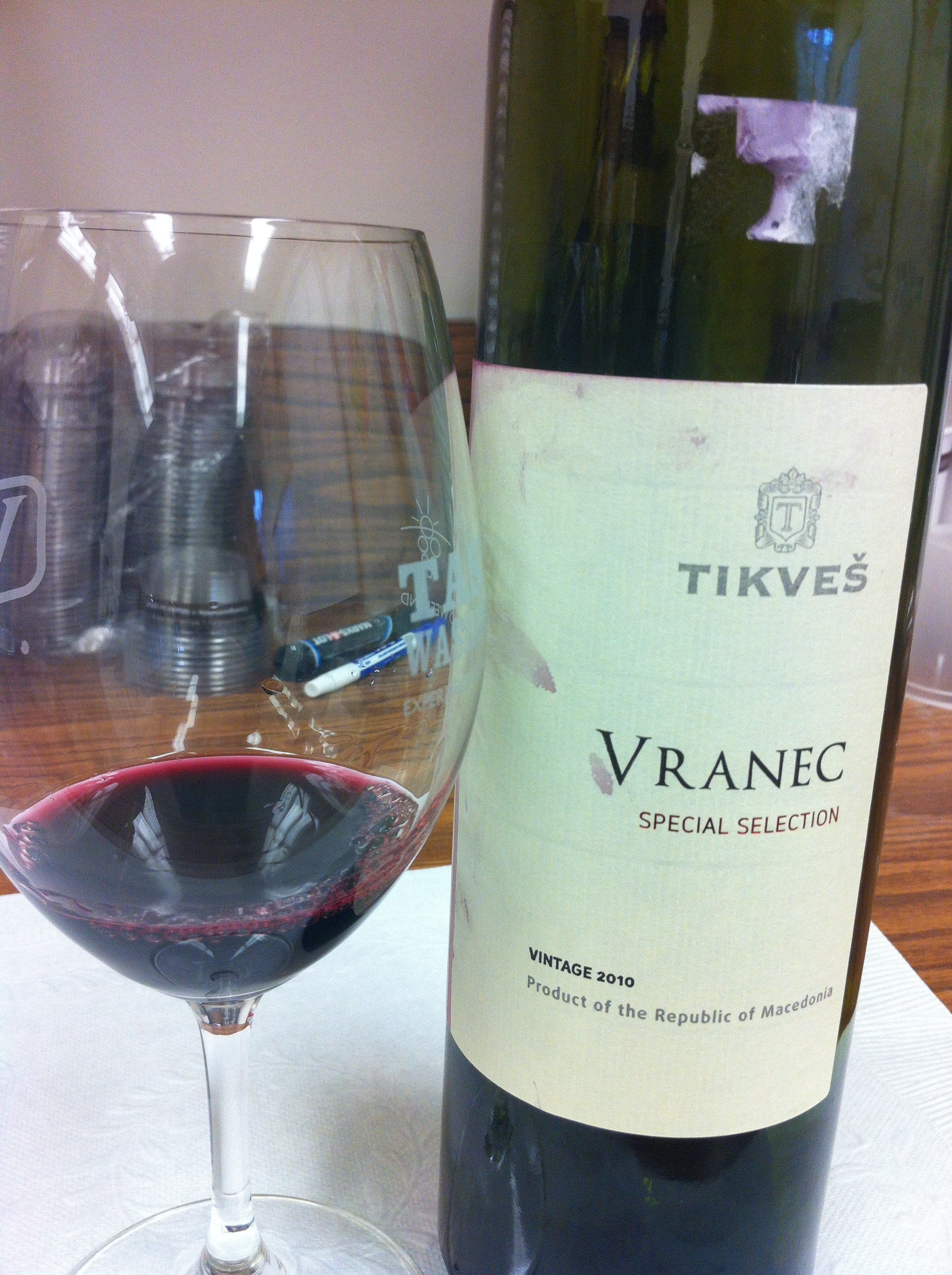
Вранац з Македонії

З цього сорту винограду виробляють сухі вина з унікальним смаком і характером, які є синонімом Балкан. Вранац вважається типовим агресивним вином без прагнень помилкової витонченості, з характером непокори. Одним словом, його характеристики відображають культурні та антропологічні риси балканських народів. Вранац має характерний фіолетовий колір. Вино також може бути темно — червоного кольору, залежно від зрілості. [джерело?]
Смак вина надзвичайно насичений. Відчуваються аромати кислих ягід, особливо чорної смородини та чорниці. Довго зберігається післясмак.
Вранац дуже добре зберігається в дубових бочках і пляшках, часто для того, щоб зменшити потужну кислотність. Завдяки своїй гармонійній природі добре поєднується з іншими сортами винограду, таких як Каберне Совіньйон і Мерло.

## Споживання
Різні виробники рекомендують різні температури вина цього сорту. Від 15 до 17°C та від 16 до 18°C.
Вранац дуже добре пасує до копченого і смаженого м'яса, дичини, салатів та сирів. Міцність вина зазвичай 12-13 %.

## Поширення
Виноград сорту Вранац є традиційним для Балкан. Розповсюджений, в основному, в колишній Югославії: у Герцеговині, Чорногорії, Сербії і Північній Македонії. У Чорногорії «Вранац» є одним із найпопулярніших сортів вина, виноград для нього вирощують в околицях Скадарського озера.